# ویژگی‌های جنسی
ویژگی‌های جنسی، ویژگی‌های فیزیکی یک موجود زنده (معمولاً یک ارگانیسم با دوشکل جنسی) است که نشان‌دهنده جنسیت بیولوژیکی آن است. این ویژگی‌ها شامل اندام های جنسی مورد استفاده برای تولیدمثل و صفات ثانویه جنسی می‌باشد که جنسیت یک گونه را متمایز می‌کند، اما مستقیماً بخشی از سیستم تولیدمثل نیست.

## انسان‌ها

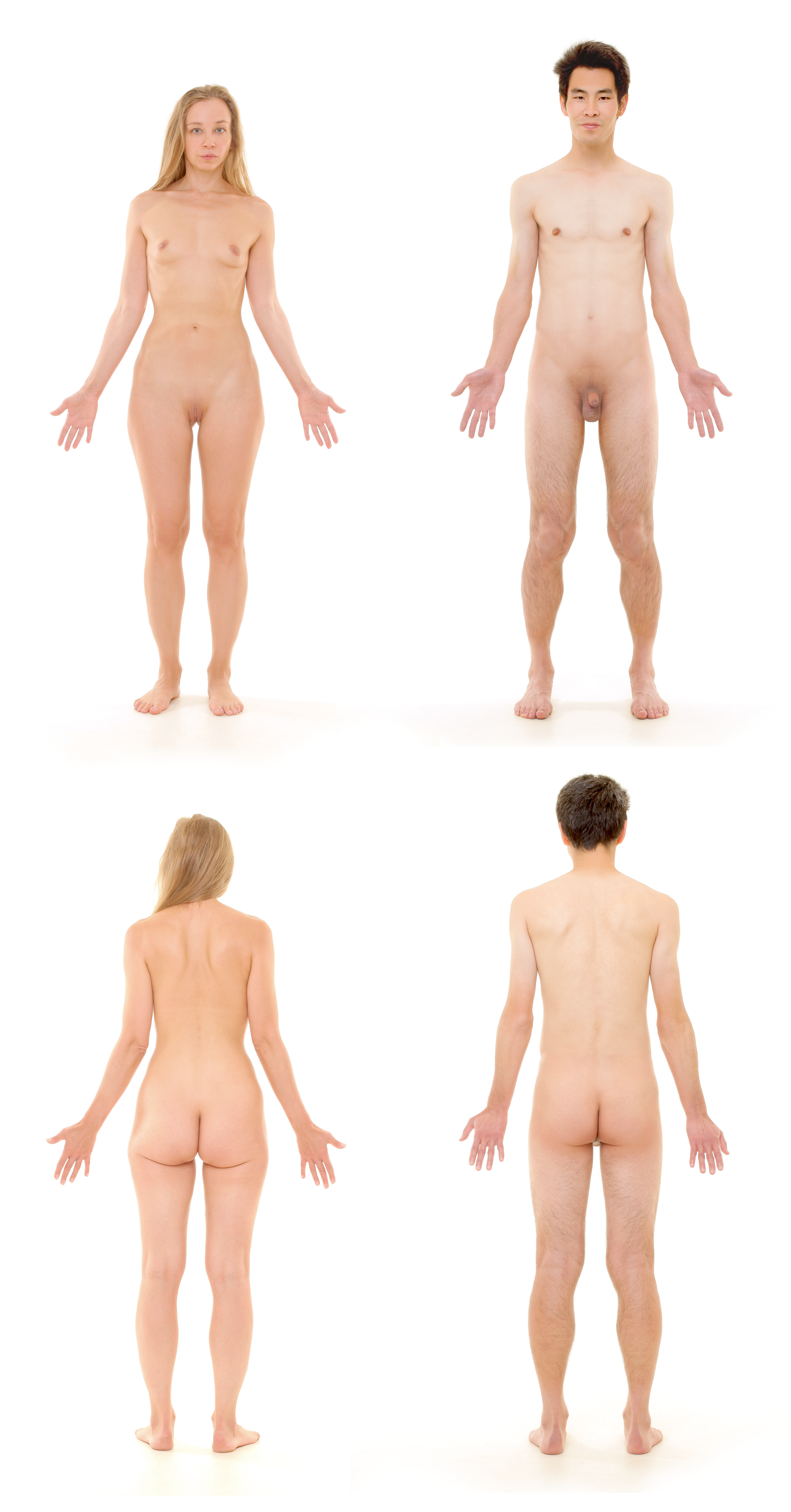
بدن برهنه یک مرد و زن، که بیانگر تفاوت‌های جنسی است.

در انسان، اندام‌های جنسی یا ویژگی‌های جنسی اولیه، که فرد با آن متولد می‌شود، را می‌توان از ویژگی‌های جنسی ثانویه، که معمولاً در دوران بلوغ ایجاد می‌شوند، متمایز دانست. رشد هر دو توسط هورمون های جنسی تولید شده توسط بدن پس از مرحله اولیه جنینی که وجود یا عدم وجود کروموزوم Y و/یا ژن SRY تعیین کننده رشد است، کنترل می‌شود.
هورمون‌هایی که بیانگر تمایز جنسی در انسان هستند عبارتند از:
- استروژن‌ها
- پروژسترون
- آندروژن‌ها مانند تستوسترون

## خصوصیات جنسی
در جدول زیر ویژگی‌های جنسی معمول در انسان‌ها فهرست شده:
| سطح تعریف                   | مؤنث | مذکر |
| --------------------------- | --- | --- |
| سطوح بیولوژیکی ( جنسیت )    | | |
| کروموزوم‌های جنسی            | XX در انسان | XY در انسان |
| ویژگی‌های جنسی اولیه         | | |
| غدد جنسی                    | تخمدان‌ها | بیضه‌ها |
| سطح هورمون‌های جنسی          | استروژن، ژستاژن                                                                                                 | آندروژن، تستوسترون |
| آناتومی اندام تناسلی داخلی  | کلیتوریس، واژن، رحم، لوله‌های فالوپ                                                                              | اجسام غاری ، پروستات ، مجرای دفران ، وزیکول‌های منی                                                                                       |
| آناتومی دستگاه تناسلی خارجی | گلانس کلیتوریدیس ، لابیا ، فرج ، کلاهک کلیتورال، مجرای ادرار پرینه                                              | گلن آلت تناسلی ، کیسه بیضه ، فالوس ، پوست ختنه پرینه آمیخته                                                                              |
| صفات ثانویه جنسی            | | |
|                             | زنان سینه‌های بزرگ‌تر، باسن‌های پهن‌تر، قد کوتاه‌تر، چربی بدن بیشتر، ۱۰ تا ۱۲ درصد ظرفیت ریه کمتر، قلب کوچک‌تر دارند. | مردان موهای صورت و بدن بیشتر، سینه‌های کوچک‌تر، صدای بم‌تر، فرم بدن «مثلثی»، قد بلندتر، چربی بدن کمتر، باسن کوچک‌تر و ظرفیت ریه بیشتر دارند. |
| هر دو جنس                   | موهای ناحیه تناسلی، موهای زیر بغل                                                                               | موهای ناحیه تناسلی، موهای زیر بغل |